# Cholsey
Cholsey – wieś w Anglii, w hrabstwie Oxfordshire, w dystrykcie South Oxfordshire. Leży 22 km na południe od Oksfordu i 72 km na zachód od Londynu. W 2001 miejscowość liczyła 3380 mieszkańców.